# Teucholabis manniana
Teucholabis manniana är en tvåvingeart som beskrevs av Alexander 1947. Teucholabis manniana ingår i släktet Teucholabis och familjen småharkrankar.
Artens utbredningsområde är Honduras. Inga underarter finns listade i Catalogue of Life.